# Elusa antennata
Elusa antennata är en fjärilsart som beskrevs av Moore 1882. Elusa antennata ingår i släktet Elusa och familjen nattflyn. Inga underarter finns listade i Catalogue of Life.